# توفو (مجارستان)
توفو (به مجاری:  Tófű) یک منطقهٔ مسکونی در مجارستان است که در ناحیه کوملو واقع شده‌است. توفو ۴٫۳۴ کیلومتر مربع مساحت و ۱۱۶ نفر جمعیت دارد.